# Ordre d'Al-Hussein ibn Ali
L'ordre d'Al-Hussein ibn Ali est l'ordre honorifique le plus élevé du royaume hachémite de Jordanie. Il est fondé le 22 juin 1949 par le roi Abdallah Ier à destination des chefs d'État étrangers et des hauts dignitaires royaux.
À la différence des autres ordres jordaniens, l'ordre d'Al-Hussein ibn Ali n'a qu'une seule classe (le collier), et c'est aussi la seule distinction du royaume à être décernée sous forme de collier.
En 1967, une deuxième classe de l'ordre est instituée sous le nom de « ceinture d'Al-Hussein ibn Ali » en vertu d'un décret du roi Hussein. Ce décret est annulé par le roi Hussein lui-même en 1977, et l'ordre retrouve sa classe unique. Les récipiendaires de la ceinture pendant cette période sont automatiquement promus au collier en 1977.

## Description
- Le collier est constitué d'une double chaîne en or et émail, où alternent des étoiles dorées à cinq branches et de petites fleurs émaillées rouge foncé, décorées en or de phrases en arabe.
- L'étoile est constituée d'un ovale en or et en diamant avec en son centre un disque rouge foncé rayonnant portant une phrase dorée en arabe. L'insigne est accroché au grand cordon par une couronne royale en or.
- L'insigne de la ceinture a le même dessin que l'étoile.
- Le ruban de la classe du grand cordon est violet, mais il est rarement porté[2].

## Récipiendaires notables
- Akihito, empereur du Japon.
- Charles XVI Gustave, roi de Suède.
- Élisabeth II, reine du Royaume-Uni.
- Fayçal II, roi d'Irak.
- Farouk, roi d'Égypte.
- Harald V, roi de Norvège.
- Hassan II, roi du Maroc.
- Václav Havel, président de la République tchèque.
- Idris Ier, roi de Libye.
- Juan Carlos Ier, roi d'Espagne.
- Mohammad Reza Pahlavi, chah d'Iran.
- Mohammed V, roi du Maroc.
- Ferdinand Marcos, président des Philippines.
- Miloš Zeman, président de la République tchèque.
- Mohammed VI, roi du Maroc.
- Margrethe II, reine de Danemark.
- Philippe, roi des Belges.
- Willem-Alexander, roi des Pays-Bas.
- Mohammad Zaher Shah, roi d'Afghanistan.
- Qabus ibn Saïd, sultan d'Oman.
- Mohammed ben Zayed Al Nahyane, émir d'Abou Dabi[3].